# Malcolm Rodriguez
Malcolm Luciano Rodriguez (Tahlequah, 29 marzo 1999) è un giocatore di football americano statunitense che milita nel ruolo di linebacker per i Detroit Lions della National Football League (NFL).

## Carriera

### Detroit Lions
Rodriguez al college giocò a football alla Oklahoma State University. Fu scelto nel corso del sesto giro (188º assoluto) nel Draft NFL 2022 dai Detroit Lions. Debuttò come professionista nella gara del primo turno contro i Philadelphia Eagles mettendo a segno 6 tackle. Nella settimana 8 contro i Miami Dolphins mise a referto il suo primo sack. La sua prima stagione si chiuse disputando 16 partite, di cui 15 come titolare, con 87 placcaggi, un sack, un fumble forzato e 2 passaggi deviati, venendo inserito nella formazione ideale dei rookie dalla Pro Football Writers of America..

## Palmarès
- PFWA All-Rookie Team - 2022